# بحيرة ماراكايبو
بحيرة ماراكايبو أكبر بحيرة في أمريكا الجنوبية، تقع شمال غربي فنزويلا، تبلغ مساحتها 13,512 كم².
يبلغ مسطح البحيرة 13210 km² ويبلغ عمق البحيرة 50 م. البحيرة مرتبطة مع البحر الكاريبي من خلال قناة سان كارلوس ويبلغ طول القناة 75 كم وتصب قناة سان كارلوس في خليج فنزويلا، ويصب في بحيرة ماراكايبو كل من نهر: كاتاتومبو، سانتا آنا، غاما، و المياه في شمال البحيرة مالحة وفي جنوبها عذبة، و تعتبر البحيرة من أغنى المناطق بالنفط في فنزويلا وفي عام 1964م حدث تلوث كبير فيها بسبب تسرب نفط من ناقلة.